# 国鉄セム6000形貨車
国鉄セム6000形貨車（こくてつセム6000がたかしゃ）は、かつて、日本国有鉄道（国鉄）およびその前身である鉄道省等に在籍した15 t積の石炭車である。

## 概要
セム6000形は1939年（昭和14年）7月27日から1951年（昭和26年）にかけて1,250両（セム6000 - セム7034、セム7036 - セム7250）が製造された15 t積み石炭車である。製作は日立製作所、小倉工場、若松工場の3か所にて行われ、落成後全車門司鉄道局へ配置された。（後に少数の車両が四国へ移動した）準戦時型の石炭車として開発され全鋼式、底開き式である。前級であるセム4500形に対して底扉開閉機構の簡素化、自重の軽量化が図られている。底扉開閉機構の簡素化は、ウォームギヤ式からレバー式に変更され、この結果底扉の開閉方向が線路に対して直角方向になった。自重の軽量化は、台わくを従来の溝形鋼から山形鋼の組み合わせに変更した。結果セム4500形の10 tから8.5 tと約15％の軽量化を達成した。しかし無理があったと見え後に改造を受けている。
1941年（昭和16年）9月上旬にセム4500形より1両（セム5264）が本形式（セム7035）へ改造された。
昭和28年度より昭和34年度にかけて行われた貨車整備工事により昭和28年度30両、昭和29年度400両、昭和30年度100両、昭和32年度150両、昭和34年度100両の車両合計780両が台わくの改造が行われた。
昭和32年度より昭和34年度にかけて行われた貨車整備工事により昭和32年度70両、昭和33年度70両、昭和34年度50両の車両合計190両がセフ1形に改造され本形式を離れた。
車体塗色は黒一色であったが、1968年（昭和43年）10月1日ダイヤ改正では高速化不適格車とされて最高速度65 km/hの指定車となり、識別のため記号に「ロ」が追加され「ロセム」となり黄1号の帯を巻いている。
寸法関係は全長は6,300 mm、全幅は2,500 mm、全高は2,895 mm、自重は8.4 t - 8.6 t、換算両数は積車2.4、空車1.0であった。
1979年（昭和54年）に最後まで在籍した車両が廃車になり同時に形式消滅となった。